# Tính cứng nhắc của tiền lương
Tính cứng nhắc của tiền lương là việc duy trì mức lương bình quân thực tế trả cho người lao động cao hơn mức lương bình quân trên thị trường đã được thiết lập bởi quan hệ cung - cầu về sức lao động.
Giải thích cho tính cứng nhắc của tiền lương, người ta chỉ ra một số nguyên nhân như sau:
- Luật tiền lương tối thiểu: Để bảo vệ người lao động, chính phủ quy định việc trả lương cao hơn mức lương tối thiểu, kể cả với lao động yếu thế nhất. Điều đó buộc giới chủ phải trả lương cao hơn mức lương bình quân của thị trường khi mức lương tối thiểu cao hơn.
- Sức mạnh của tổ chức đại diện cho người lao động (Công đoàn): Cũng nhằm bảo vệ lợi ích cho giai cấp công nhân, Công đoàn là một trong ba Bên tham gia vào các thỏa thuyết về tiền lương. Vì một lý do nào đó, Công đoàn chiếm ưu thế hơn trong việc xác lập giá công lao động trên thị trường làm cho giá công đó cao hơn mức bình quân (điển hình ở thị trường lao động độc quyền bán).
- Lý thuyết tiền lương hiệu quả: Dưới góc độ của người sử dụng lao động, việc cắt giảm tiền lương không phải lúc nào cũng mang lại hiệu quả, đôi khi hành động đó còn mang lại những tác động không mong muốn. Với mục tiêu cuối cùng là tăng năng suất lao động, giới sử dụng lao động đưa ra lý thuyết tiền lương hiệu quả để giải thích cho hành động trả lương cao hơn cho người lao động so với mức bình quân trên thị trường.
Tác động đến việc làm và thất nghiệp: Tính cứng nhắc của tiền lương góp phần làm gia tăng thất nghiệp
- Đối với cung lao động: Người lao động thường có tâm lý "chờ" những công việc có mức thu nhập cao hơn (Thất nghiệp chờ việc hay thất nghiệp tự nguyện)
- Đối với cầu lao động: Người sử dụng lao động thường có xu hướng cắt giảm số chỗ làm việc hoặc chỉ trả lương cao hơn cho những nhóm công việc mang lại lợi ích nhiều hơn hoặc do sự thay thế đối với loại lao động làm những công việc đặc thù. Điều này làm cho thất nghiệp gia tăng do số chỗ làm việc bị cắt giảm; thị trường lao động dễ bị phân mảng, mất cân bằng về cung - cầu lao động theo cơ cấu ngành nghề.